# Krzeszów (województwo podkarpackie)
Krzeszów (Krzeszów nad Sanem) – wieś w Polsce położona w województwie podkarpackim, w powiecie niżańskim, w gminie Krzeszów. Leży na zachodnim skraju Płaskowyżu Tarnogrodzkiego, nad rzeką San.
Dawniej miasto; uzyskał lokację miejską w 1640 roku, zdegradowany w 1869 roku.
W 2018 roku Krzeszów liczył 710 mieszkańców. Przez miejscowość przebiega droga wojewódzka nr 863.

## Części wsi
| SIMC    | Nazwa  | Rodzaj    |
| ------- | ------ | --------- |
| 0796980 | Działy | część wsi |

## Przynależność administracyjna
Specyficzne położenie Krzeszowa sprawiło, że często zmieniał on przynależność administracyjną. Wieś królewska Krzeschow, położona była w 1589 roku w starostwie niegrodowym krzeszowskim w ziemi przemyskiej województwa ruskiego. Po I rozbiorze Polski w granicach Galicji, od 1775 w okręgu (dystrykcie) Tomaszowskim cyrkułu bełskiego, następnie w cyrkułu zamojskiego, który po pokoju w Schönbrunnie jako jedyny cyrkuł z obszaru I rozbioru został odstąpiony Księstwu Warszawskiemu. Od roku 1867 do końca 1955 Krzeszów należał do powiatu biłgorajskiego (województwo lubelskie), w latach 1956–1975 do powiatu leżajskiego (województwo rzeszowskie), w latach 1975–1998 do województwa tarnobrzeskiego, a od 1999 roku do powiatu niżańskiego (województwo podkarpackie).
Gmina Krzeszów istniała do 29 września 1954 roku, czyli do wprowadzenia gromad w miejsce dotychczasowych gmin, kiedy została gromadą Krzeszów. 1 stycznia 1973 roku zniesiono gromady a w ich miejsce reaktywowano gminy, m.in. gminę Krzeszów. 1 września 1977 roku gminę zlikwidowano (jej tereny włączone do gminy Rudnik), lecz odtworzono ponownie 1 października 1982 roku (z części terenów gmin Rudnik i Harasiuki).

## Historia

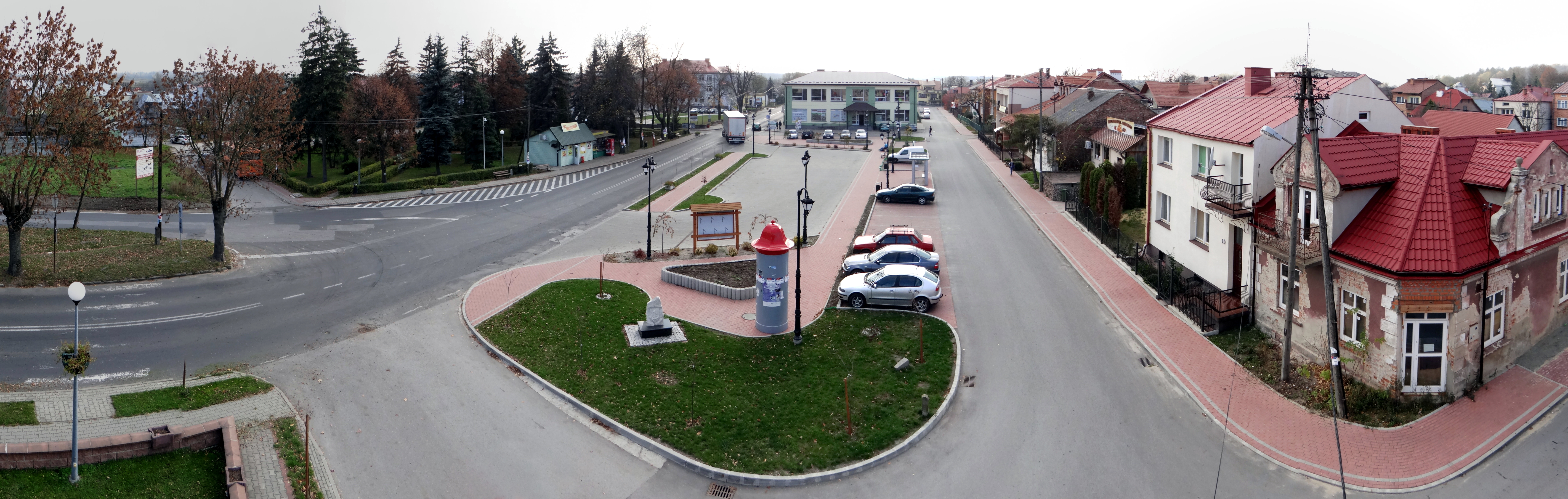
Krzeszów, układ urbanistyczny

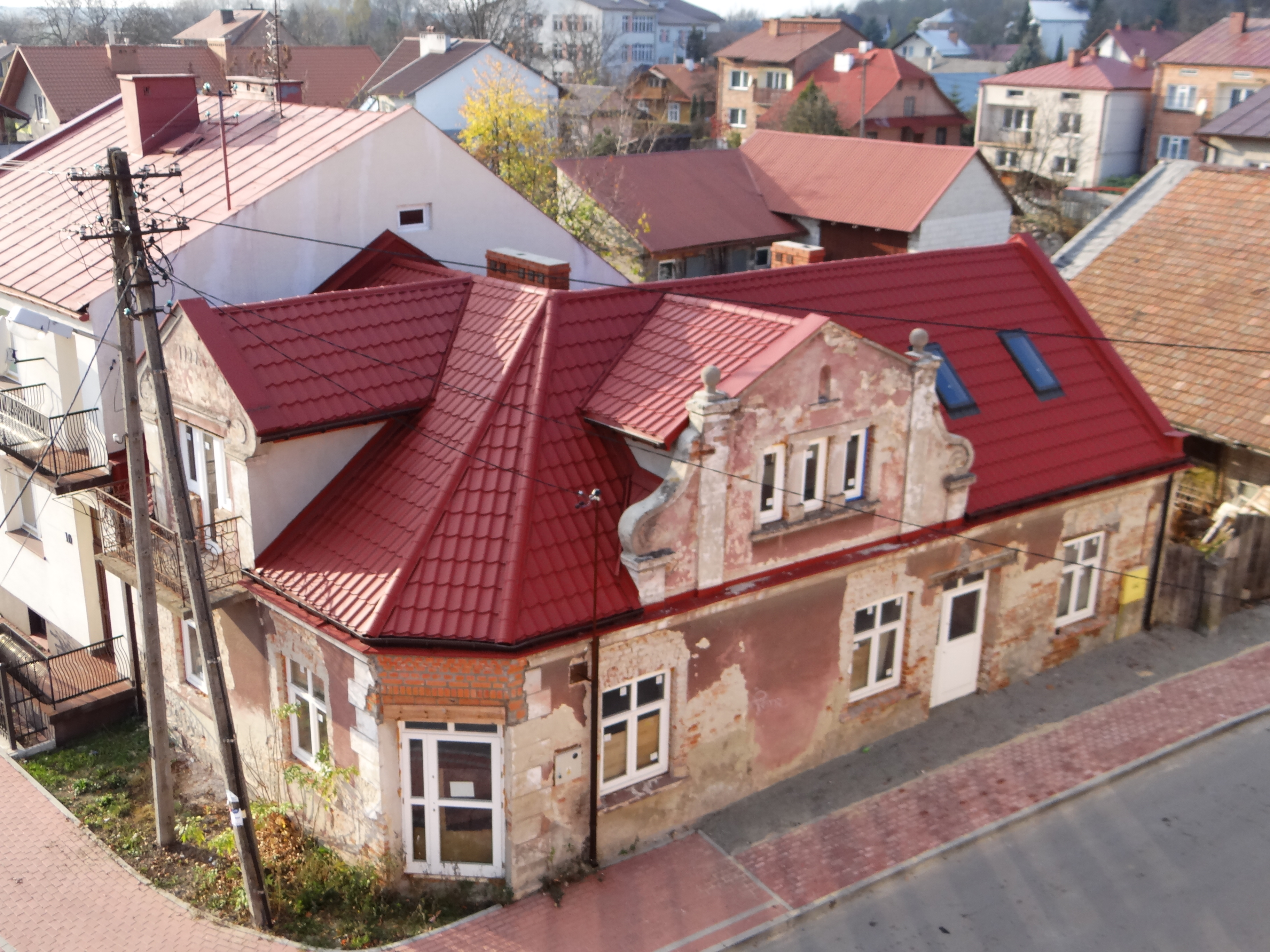
Zabytkowy dom narożny w rynku

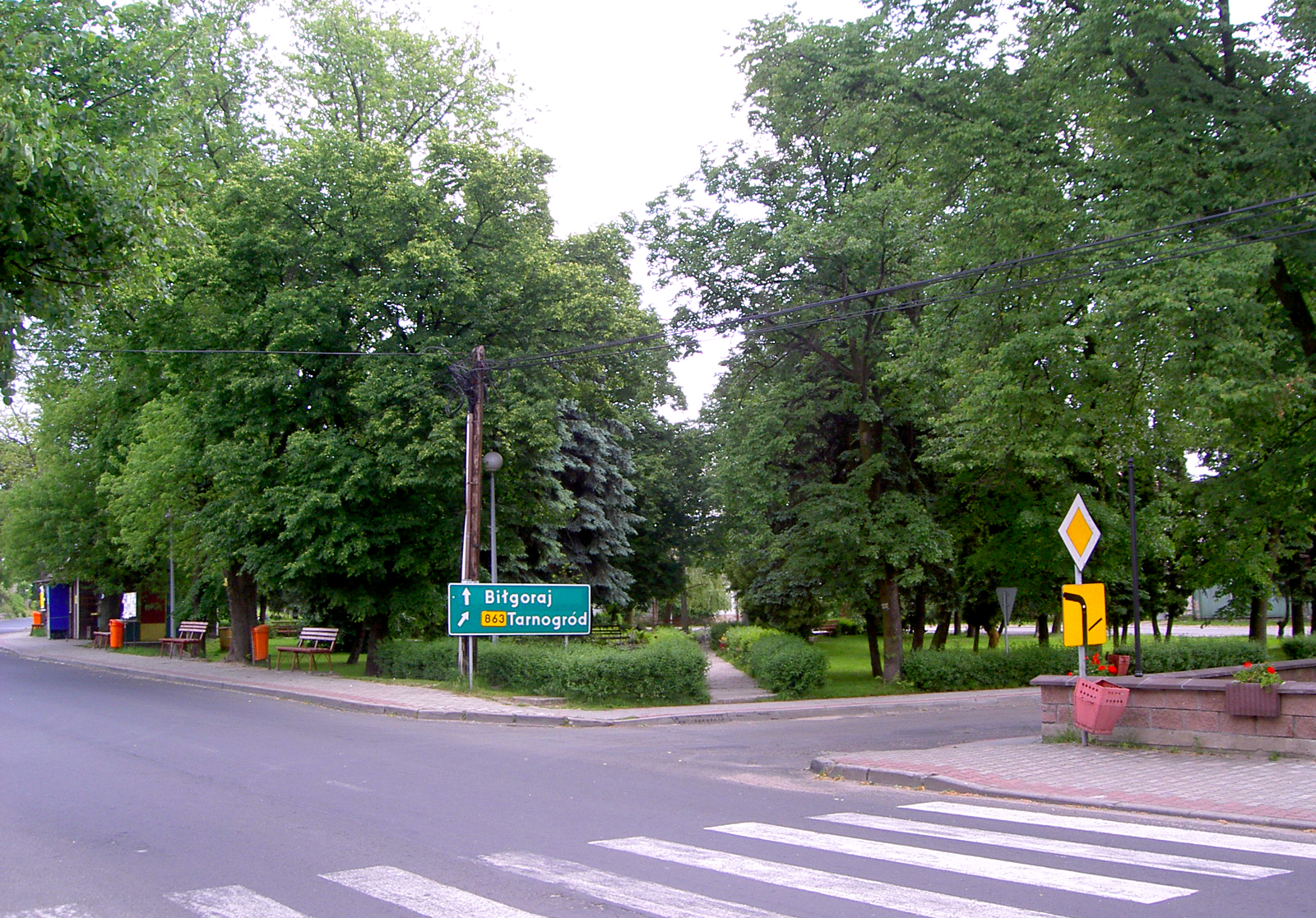
Park w centrum Krzeszowa

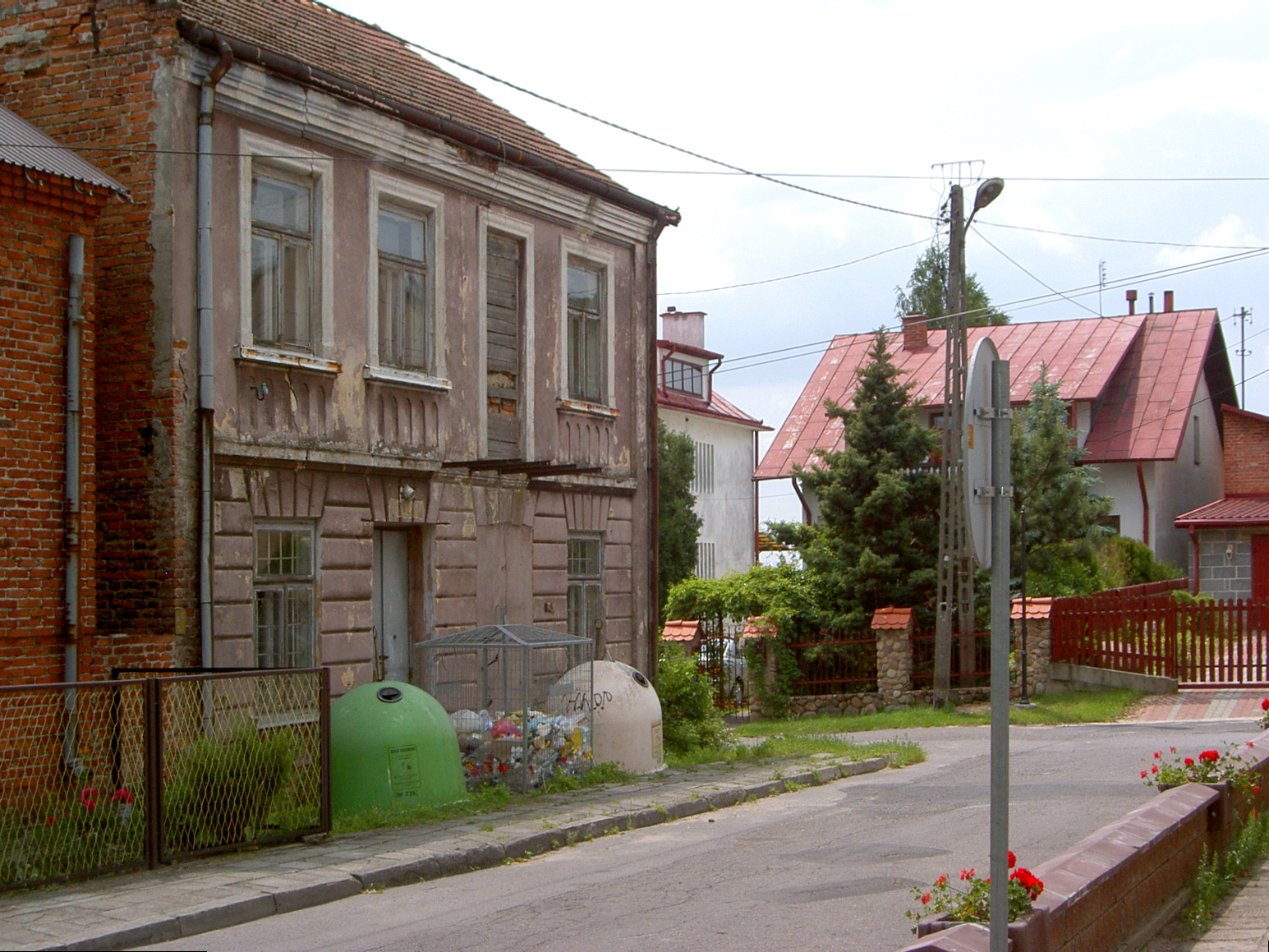
Boczne uliczki w okolicach Rynku

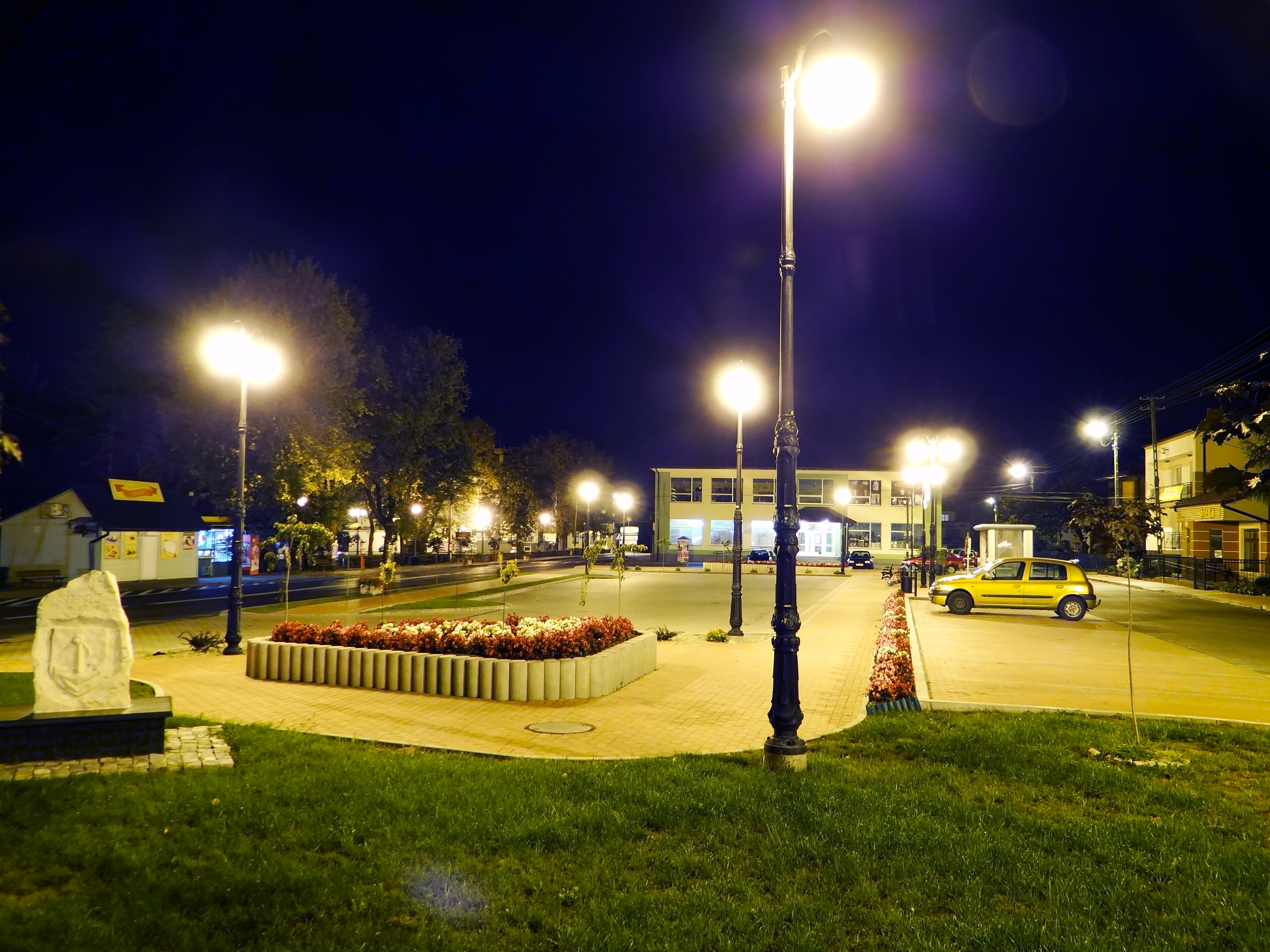
Fragment Rynku nocą

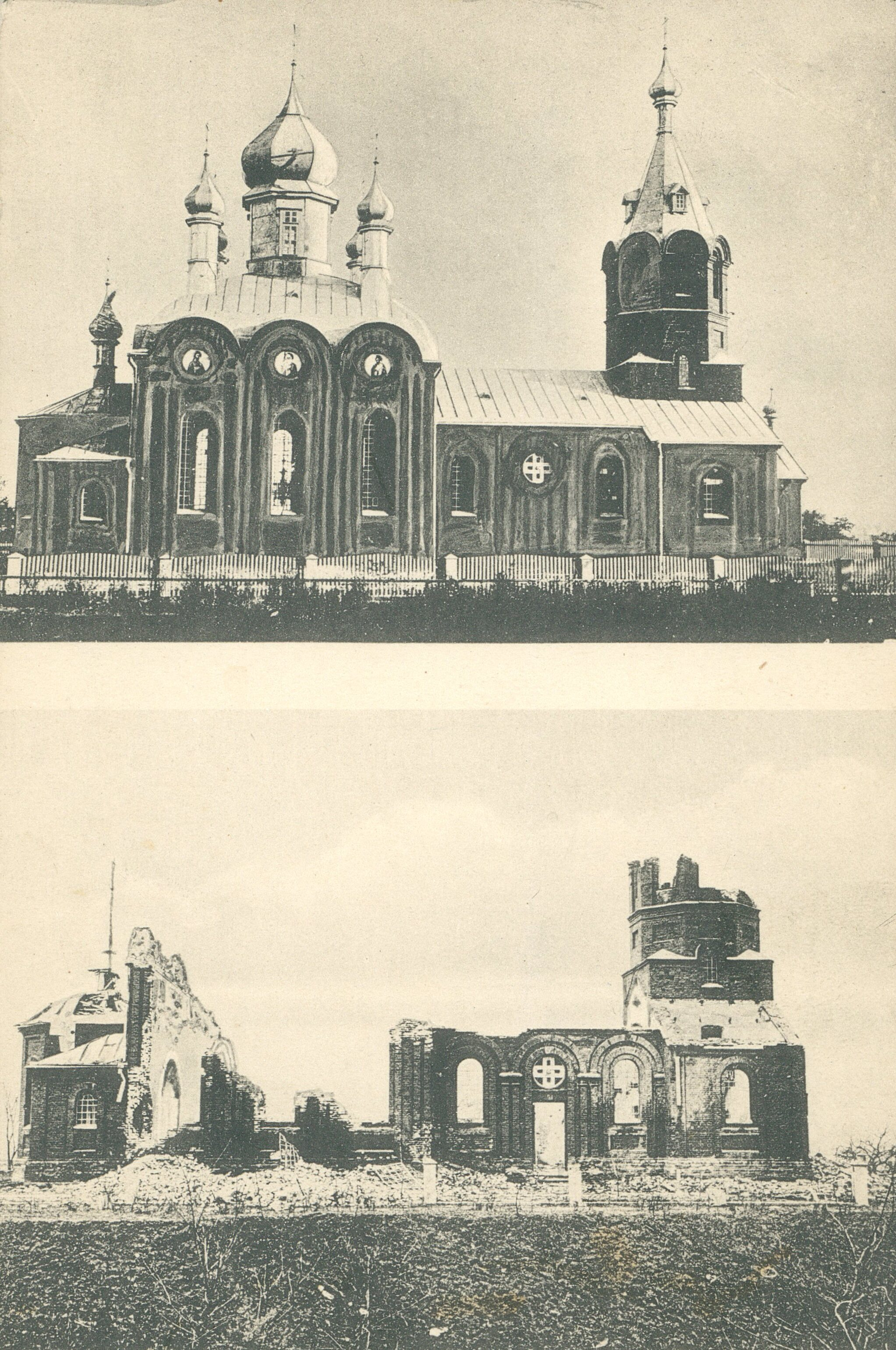
Cerkiew prawosławna

### Początki
Przeprowadzone po II wojnie światowej badania archeologiczne dowodzą, że na terenie dzisiejszego Krzeszowa we wczesnym średniowieczu istniała osada, należąca najprawdopodobniej do państwa Wiślan. Historycy wywodzą nazwę od staropolskiego imienia Krzesz i zaliczają je do miejscowości znanych już w XII wieku. Potwierdzają to badania Rudolfa Jamki, który natrafił na terenie Krzeszowa na szczątki wczesnośredniowiecznego pieca.
Pierwsza pisemna wzmianka o Krzeszowie pojawiła się w 1390 roku, w dokumentach Jaśka Kustry, dziedzica Krzeszowa, miejscowość występuje w brzmieniu łacińskim Crzeszow.

### Zamoyscy
W 1520 r. król Zygmunt I Stary wydzierżawił zamek krzeszowski Spytkowi z Tarnowa, a następnie Stanisławowi Tarnowskiemu. W 1580 roku król Stefan Batory wydzierżawił starostwo krzeszowskie Janowi Zamoyskiemu, zaś w 1588 roku król Zygmunt III Waza przekształcił dzierżawę na dziedziczną własność. Objęte przez niego wioski to: Piskorowice, Kulno, Wola Kulońska, Biszcza, Korchów, Księżpol, Bukowina i Kamionka. W 1590 Zamoyski włączył Krzeszów w skład Ordynacji, potem zaś ucznił go stolicą klucza krzeszowskiego, w skład którego wchodziły: Biszcza, Bukowina, Kamionka, Korchów, Księżpol, Kulno, Lipiny, Piskorowice, Tarnogród, Wola Kulońska, Potok i Płusy. Krzeszów pełnił rolę ważnego portu na Sanie, przez który przechodziło zboże z ordynacji Zamoyskich.
W 1641 roku Władysław IV Waza podniósł Krzeszów do rangi miasta, wydając dekret o następującej treści: 
„...pragnąc by nowo założone miasto (de novo erectum) z Ziemi Przemyskiej będącej własnością Katarzyny Zamoyskiej wdowy po Tomaszu Kanclerzu Wielkiemu Koronnemu, przyzwoitego nabierało wzrostu obdarzam je prawem magdeburskim; co rok podawać mają mieszczanie ośmiu z pomiędzy siebie, z których jednego na burmistrza, a 5 na rajców zamianuje dziedzic; zatwierdzamy istniejące już cechy, nowe zaprowadzić pozwalamy; ustanawiamy targ i dwa jarmarki...”
Wiek XVII przyniósł Krzeszowowi wiele klęsk: najazdy tatarskie, przemarsz wojsk szwedzkich, oraz pożar (1688 r.) który zniszczył olbrzymią część zabudowy drewnianej oraz akta miejskie. Miasteczko nie uniknęło grabieży także podczas konfederacji barskiej i targowickiej.

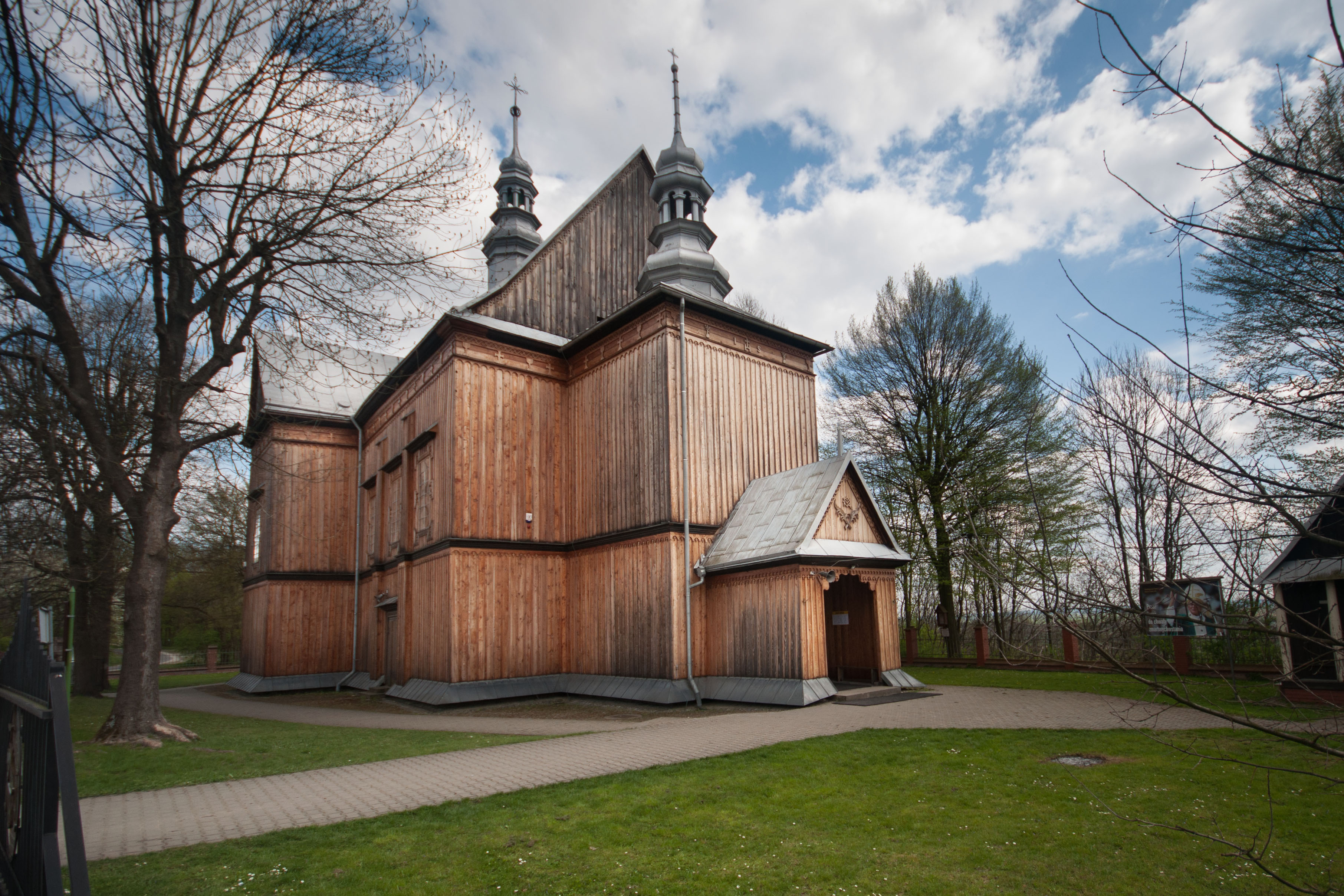
Kościół Narodzenia NMP

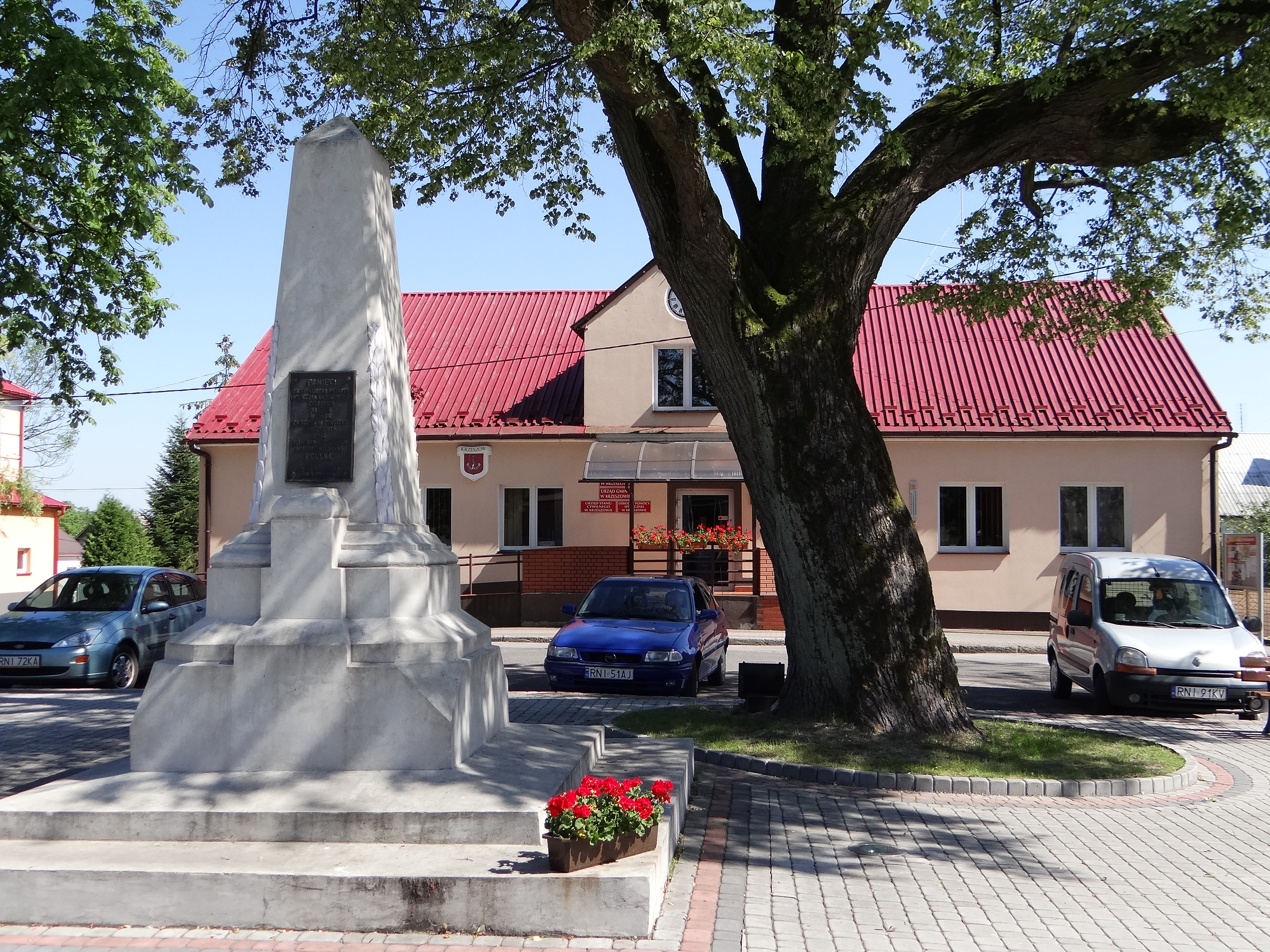
Pomnik przed Urzędem Gminy

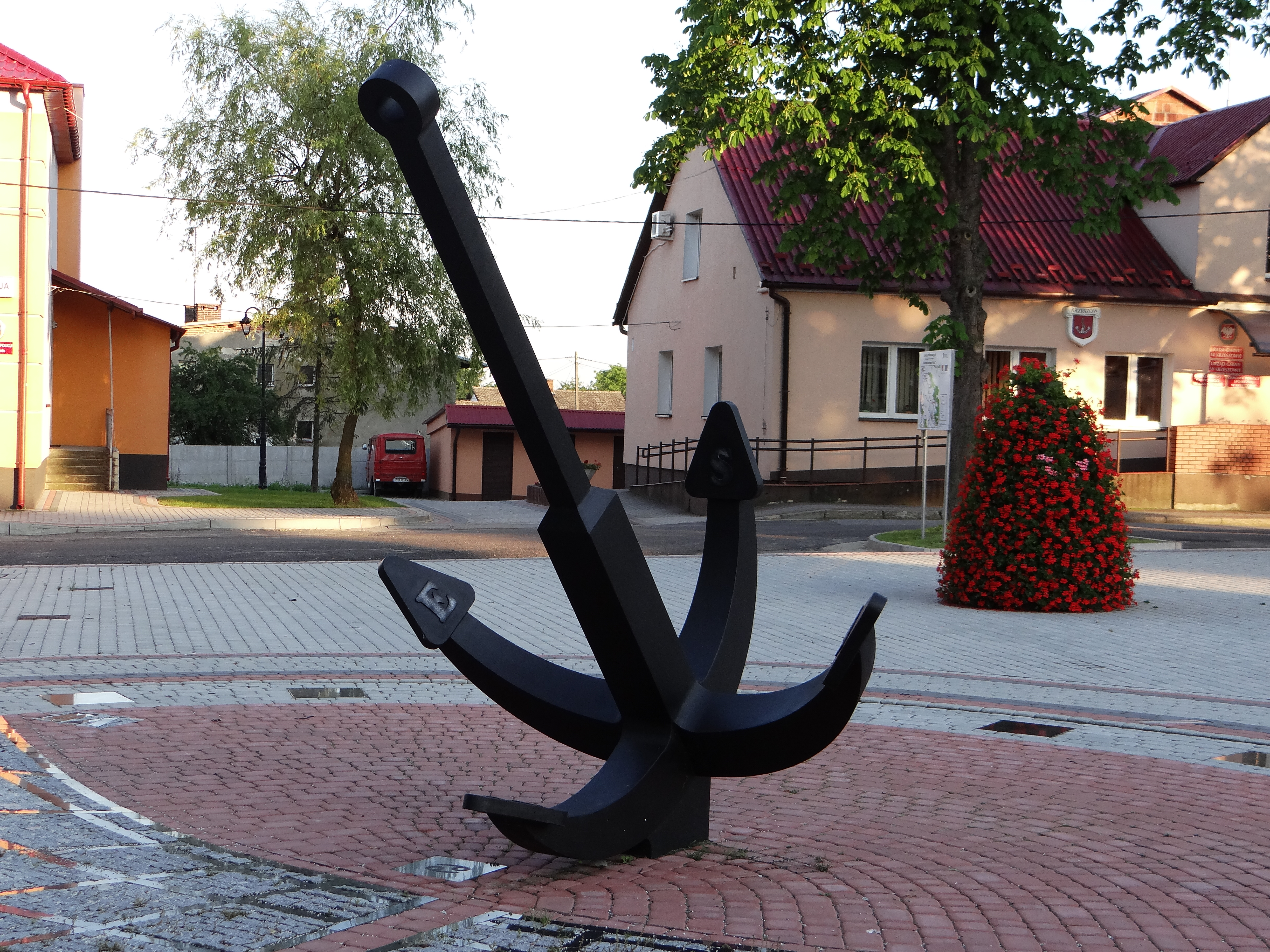
Kotwica na krzeszowskim rynku

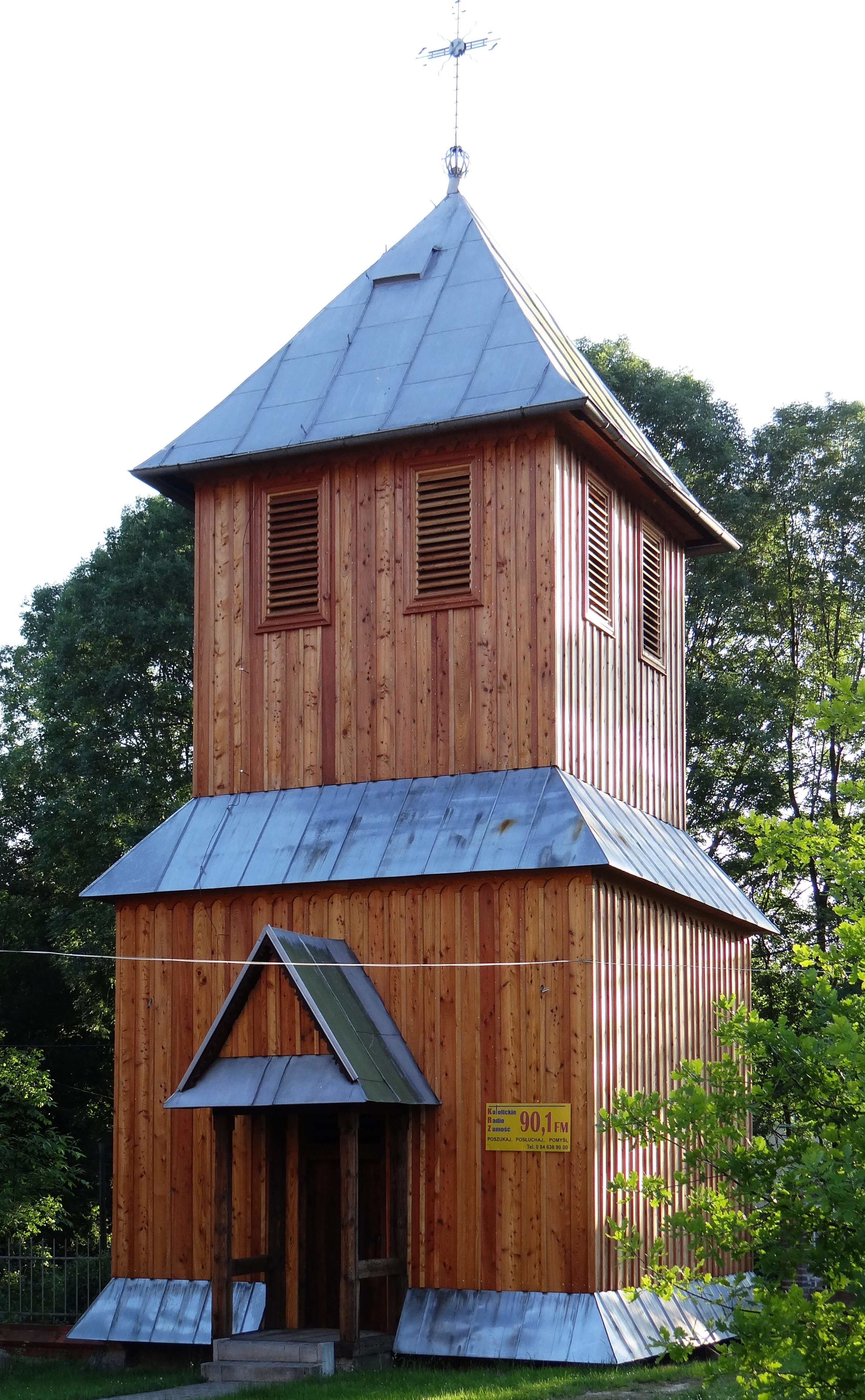
Dzwonnica w 1898

### Rozbiory
| 1648 | 860  | 1865     | 1383 |
| 1661 | 344  | 1886     | 1569 |
| 1673 | 172  | 1890     | 1669 |
| 1717 | 582  | 1909     | 2285 |
| 1777 | 800  | ok. 1928 | 724  |
| 1785 | 952  | 2003     | 751  |
| 1836 | 1088 | 2004     | 737  |
| 1839 | 1143 | 2006     | 746  |
| 1860 | 1212 | 2018     | 710  |

Po I rozbiorze Krzeszów znalazł się w zaborze austriackim, kilkakrotnie zmieniając przynależność administracyjną. W 1773 roku miasto znalazło się w cyrkule bełzkim z siedzibą w Zamościu. W 1775 na rok przeszło do dystryktu biłgorajskiego, aby potem znaleźć się w cyrkule tomaszowskim, a końcu w cyrkule zamojskim. W 1809 roku miasto, jako jedyne galicyjskie znalazło się w Księstwie Warszawskim. Takie położenie spowodowało spadek znaczenia Krzeszowa jako ośrodka handlowego, gdyż na krzeszowskie jarmarki nie przybywała już ludność zza Sanu, z Galicji. Dopiero w 1853 władze wydały dekret umożliwiający przekraczanie granicy mieszkańcom 3 milowej strefy przygranicznej. 13 stycznia 1870 r. pozbawiono Krzeszów praw miejskich.

### XX w.
W czasie I wojny światowej w 1914 r. na granicznym Sanie zatrzymał się front. Wskutek ostrzału artyleryjskiego Krzeszów utracił ok. 80% zabudowy, w większości drewnianej, spłonęły m.in. cerkwie: unicka i prawosławna, pozostałości zamku – dworu obronnego znajdującego się na wzgórzu Rotunda oraz spichrze znajdujące się nad Sanem. Poetycki obraz zniszczeń Krzeszowa w 1914 r. zawarł poeta i żołnierz Legionów – Kazimierz Wierzyński w wierszu „Krzeszów” z tomu Wielka Niedźwiedzica (1923).

## Zabytki
- Drewniany, trzynawowy kościół wybudowany w latach 1727–1728. Gruntowny remont świątyni przeprowadzono w 1898, dzięki wsparciu finansowemu ordynata Maurycego Zamoyskiego. Obok kościoła znajduje się drewniana dzwonnica wybudowana w 1898 roku na miejscu poprzedniej z 1721 roku oraz kaplica z 1905 roku.

Według rejestru zabytków NID na listę zabytków wpisane są obiekty:
- układ urbanistyczny, nr rej.: 284/A z 10.04.1984
- kościół par. pw. NMP, drewn., 1727–1728, 1895, nr rej.: A-274 z 6.09.1983
- dzwonnica, drewn., 1898, nr rej.: A-435 z 18.04.1991
- cmentarz kościelny, nr rej.: j.w.
- cmentarz żydowski, nr rej.: 395/A z 30.06.1988
- cmentarz pomordowanej ludności żydowskiej, 1942, nr rej.: 467/A z 8.06.1992
- pozostałości zamku, XIV–XV, nr rej.: 283/A z 9.04.1984
- dom, drewn., ul. Kościelna 19, 1932, nr rej.: A-273 z 21.09.2007
- dom, ul. Ogrodowa 22, 1923, nr rej.: 587/A z 12.08.1997

## Instytucje
- Urząd Gminy ul. Rynek 2
- Przedszkole Gminne ul. Rynek 7
- Szkoła Podstawowa ul. Ulanowska 7
- Gminny Ośrodek Kultury ul. Rynek 9
- Gminny Samodzielny Publiczny Zakład Opieki Zdrowotnej ul. Rynek 32
- NZOZ „Nasze Zdrowie-Niwińscy” ul. Stolarska 1
- Posterunek Policji ul. Rynek 3
- Urząd Pocztowy ul. Rynek 20
- Ochotnicza Straż Pożarna ul. Mostowa 6
- Klub Piłkarski KS Rotunda Krzeszów ul. Mostowa 6

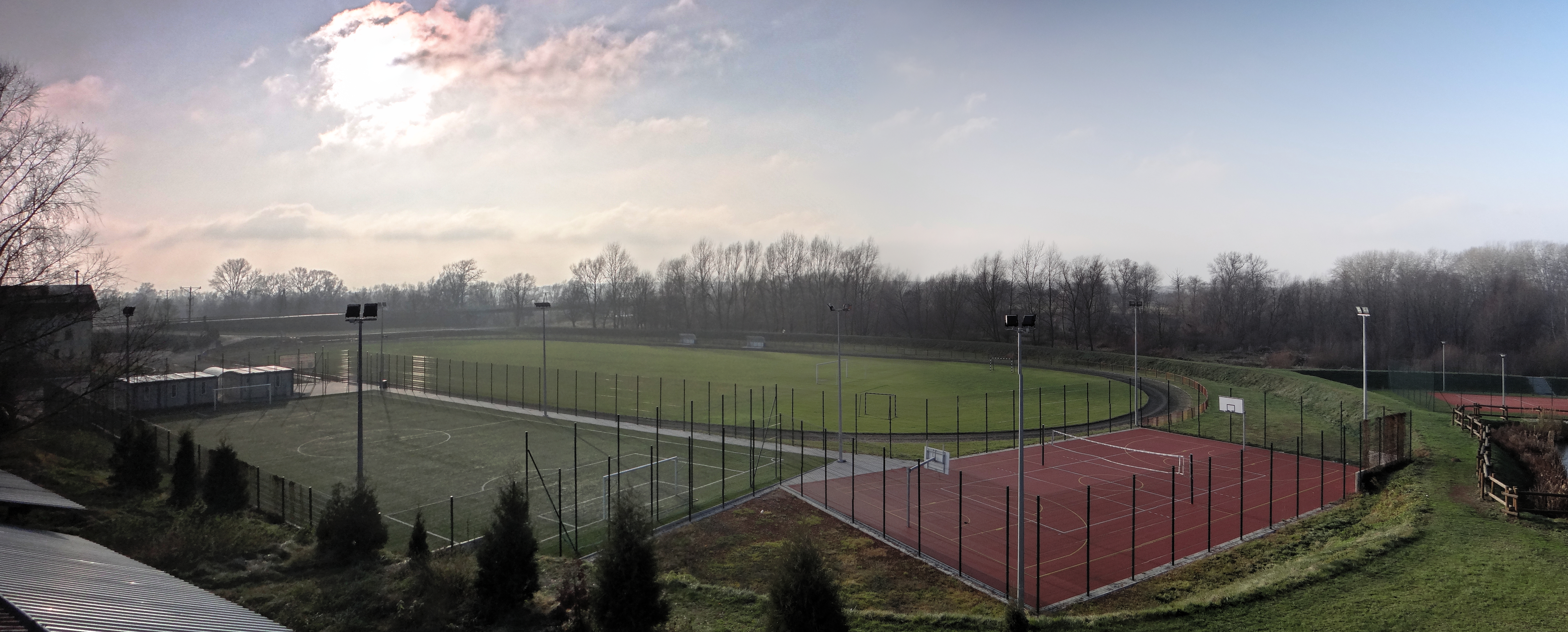
Stadion KS Rotunda i przyległe obiekty

- Bank Spółdzielczy ul. Rynek 23

## Atrakcje turystyczne
Krzeszów jest miejscowością położoną u zbocza tzw. Góry Owalonej oraz okrągłego wzgórza Rotunda (liczne wąwozy), przepływa przez nią również rzeka San oraz przebiega żółty szlak turystyczny z Sandomierza do Leżajska.
Atrakcje Krzeszowa to m.in.:
- Wyciąg Narciarski „Złoty Stok”
- Gminny Zakład Sportu i Rekreacji „Błękitny San”, w skład którego wchodzi: Park Linowy „Małpi Gaj”, przystań wodna na rzece San, kort tenisowy, wiata grillowa.
- Zespół zabytkowego kościoła parafialnego Narodzenia NMP, położony na wzgórzu Rotunda, w obecności licznych wąwozów.

## Krzeszów a Zamojszczyzna
Krzeszów (wraz z pobliskimi Harasiukami), mimo dzisiejszego położenia na terenie województwa podkarpackiego (powiat niżański), często określa się częścią ziemi biłgorajskiej, patrząc szerzej – Zamojszczyzny. Świadczą o tym nie tylko długie związki tych terenów z powiatem biłgorajskim i województwem lubelskim, lecz także dzisiejsza struktura organizacyjna Kościoła katolickiego, wedle której Krzeszów z okolicami jest częścią rejonu biłgorajskiego, jednego z pięciu rejonów diecezji zamojsko-lubaczowskiej. Podkreślane jest także długowieczne związanie tych obszarów z Ordynacją Zamojską. Historyk, Dorota Skakuj, jako nienaturalne określiła „odpadnięcie” Krzeszowa z powiatu biłgorajskiego w 1956 roku, „mimo wszelkich zaszłości historycznych”. Z kolei, Bartosz Podubny, historyk sztuki, zauważył, że nowo utworzone w 1999 roku województwa, w tym podkarpackie, „były tworami pozbawionymi logicznej podstawy – ich granice wytyczono sztucznie, bez umocowania w tradycji historycznej lub innych ugruntowanych przez lata zależnościach”. Uznał, że „wykluczenie” Krzeszowa spod władzy ośrodka lubelskiego, wytworzyło obszar terra incognita (ziemia nieznana), ponieważ tereny włączone do województwa podkarpackiego, wykazują w dalszym ciągu widoczne związki z Lubelszczyzną, co widoczne jest także w badaniach naukowych, które podejmują częściej badacze z Zamościa czy Lublina niż z Podkarpacia.

## Osoby związane z Krzeszowem
- Wanda Wasilewska – żołnierz AK w Krzeszowie.
- Stanisław Matraś – ksiądz, aktywnie działający w ruchu konspiracyjnym powstania styczniowego w Krzeszowie, zesłaniec syberyjski.

## Wspólnoty wyznaniowe
- Kościół rzymskokatolicki:
  - parafia pw. Narodzenia NMP należąca do metropolii przemyskiej, diecezji zamojsko-lubaczowskiej, dekanatu Biłgoraj - Południe.
- Świadkowie Jehowy:
  - zbór Krzeszów (Sala Królestwa ul. Biłgorajska 19A)[24].